# Pootatuck State Forest
Pootatuck State Forest ist ein State Forest auf dem Gebiet der Städte New Fairfield und Sherman.  Freizeitmöglichkeiten umfassen Wandern, Jagen, Vogelbeobachtung, Ski-laufen, Snowmobil-fahren. Der Forst ist durch Wanderwege vom östlich angrenzenden Squantz Pond State Park aus zugänglich.
Im Westen zieht sich der Park beinahe an bis an die Grenze des Staates New York. Dort schließt sich das Michael Ciaiola Conservation Area an.
Der Short Woods Brook entspringt im südlichen Bereich des Forsts und fließt nach Süden, der Worden Brook entspringt im westlichen Teil des Forsts und wendet sich nach Osten zum Squantz Pond hin.

## Name
Der Name geht zurück auf den gleichnamigen Indianerstamm der Algonkin-Gruppe, der ursprünglich in dem Gebiet heimisch war.